# Farrago
Farrago là một chi thực vật có hoa trong họ Hòa thảo (Poaceae).

## Loài
Chi Farrago gồm các loài: